# Vickers F.B.16
El Vickers F.B.16 fue un avión de caza monoplaza británico de la época de la Primera Guerra Mundial. Originalmente fue diseñado para ser propulsado por un motor radial experimental, cuyo desarrollo fue abandonado. Cuando se le instalaron motores V-8 refrigerados por agua más potentes y fiables, el F.B.16 demostró un buen rendimiento, pero sólo se construyeron unos pocos prototipos y el modelo no entró en servicio.

## Diseño y desarrollo

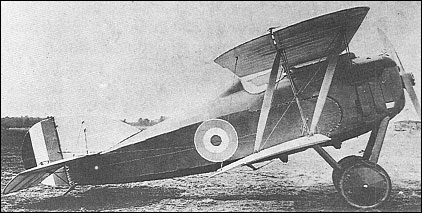
Vista lateral.

En 1914, tras el estallido de la Primera Guerra Mundial, la empresa de ingeniería británica Vickers Limited firmó un acuerdo con la Hart Engine Company de Leeds para financiar el desarrollo de un motor radial refrigerado por aire, planeado para generar 112 kW (150 hp). Vickers planeó varios aviones en torno al nuevo y prometedor motor, incluido un caza monoplaza de configuración tractora diseñado por Rex Pierson, el F.B.16. El nuevo caza de Pierson, también conocido como Hart Scout, era un biplano de un solo vano con alas muy decaladas y de envergaduras desiguales. Tenía un fuselaje voluminoso, de sección elíptica, con el piloto sentado en una cabina abierta sobre el ala inferior y el motor Hart encerrado bajo una capota. El armamento era una única ametralladora Vickers sincronizada.
El prototipo del F.B.16 realizó su primer vuelo en 1916, pero las pruebas demostraron que el piloto tenía mala visibilidad y el motor era propenso a sobrecalentarse. El avión fue modificado retirando la capota para mejorar la refrigeración y cortando el fuselaje por detrás de la cabina para mejorar la visibilidad hacia atrás. Sin embargo, los problemas con el motor Hart continuaron y pronto se detuvo el desarrollo del radial.
El F.B.16 fue rediseñado para utilizar el motor V8 Hispano-Suiza 8 refrigerado por agua, con la misma potencia que el Hart, permitiendo el nuevo motor un fuselaje más estrecho. El avión revisado (que puede haber sido una reconstrucción del prototipo con motor Hart), designado como F.B.16A, surgió a finales de 1916, pero resultó destruido en un accidente el 20 de diciembre de ese año. Un segundo prototipo, matriculado A8963, se completó en enero de 1917 y fue probado en Martlesham Heath en abril. Aunque se alcanzó una velocidad máxima de 193 km/h, no hubo encargos, y se prefirió el Royal Aircraft Factory S.E.5, más fácil de mantener y ya en producción.
El A8963 fue reconstruido con un motor Hispano-Suiza de 149 kW (200 hp) y alas modificadas como F.B.16D, surgiendo en esta forma en junio de 1917. Estaba armado con una única ametralladora Lewis montada entre los bancos de cilindros del motor y que disparaba a través del eje hueco de la hélice, mientras que una segunda ametralladora Lewis fue montada en un soporte deslizante sobre el ala superior. El rendimiento fue una vez más bueno, impresionando al piloto de combate y as del aire James McCudden, que llegó a alcanzar una velocidad de 219 km/h, declarando: "Mientras volaba esta máquina tuve una idea de la velocidad de las máquinas futuras, ya que, a 10 000 pies, eran 30 mph más rápido que cualquier otro que haya volado hasta ahora". Sin embargo, los funcionarios estaban menos impresionados con el F.B.16D, siendo criticado por problemas estructurales y de acceso para mantenimiento, siendo descrito como "no considerado adecuado en su forma actual para el servicio activo".
Vickers rediseñó nuevamente el F.B.16, equipándolo con alas de dos vanos de mayor envergadura (9,45 m) y un motor Lorraine-Dietrich 8 Bd, como F.B.16E. El armamento, más convencional, consistía en dos ametralladoras Vickers. Se esperaba vender el caza revisado a la Aéronautique Militaire francesa, al que se le asignó la designación oficial francesa Vic.16.C1, pero no hubo ningún encargo y el F.B.16E resultó destruido en un accidente el 29 de julio de 1918. Una versión final fue el F.B.16H, que reemplazaba el Lorrane-Dietrich por un Hispano-Suiza de 224 kW (300 hp), afirmándose una velocidad de 237 km/h, pero una vez más no hubo producción.

## Variantes
F.B.16 (Hart Scout)
Prototipo de caza con motor radial Hart de 112 kW (150 hp), dos construidos.
F.B.16A
Primer prototipo rediseñado para usar el motor lineal Hispano-Suiza 8 de 112 kW (150 hp).
F.B.16D
Segundo prototipo con motor Hispano-Suiza 8 de 149 kW (200 hp) y alas modificadas.
F.B.16E
Primer prototipo con motor Lorraine-Dietrich 8 Bd de 205 kW (275 hp) y alas modificadas.
F.B.16H
F.B.16E con motor Hispano-Suiza 8 de 224 kW (300 hp), no construido.

## Operadores
Reino Unido
- Real Cuerpo Aéreo

## Especificaciones (F.B.16D)
Referencia datos: War Planes of the First World War:Volume Three Fighters

### Características generales
- Tripulación: Uno (piloto)
- Longitud: 5,9 m (19,5 ft)
- Envergadura: 7,6 m (24,9 ft) (superior); 6,81 m (inferior)
- Altura: 2,7 m (8,8 ft)
- Superficie alar: 19,2 m² (206,7 ft²)
- Peso vacío: 624 kg (1375,3 lb)
- Peso cargado: 850 kg (1873,4 lb)
- Planta motriz: 1× motor lineal V8 refrigerado por agua Hispano-Suiza 8.
  - Potencia: 150 kW (207 HP; 204 CV)

### Rendimiento
- Velocidad máxima operativa (Vno): 217 km/h (135 MPH; 117 kt) a 3050 m (10 000 pies)
- Alcance: 2 ¼ h
- Techo de vuelo: 5600 m (18 373 ft)
- Tiempo a altitud: 10 min 25 s para 3050 m (10 000 pies); 20 min 45 s para 4670 m (15 000 pies)

### Armamento
- Ametralladoras: 

  - 2x Lewis de 7,7 mm frontal (una disparando a través del eje de la hélice, otra encima del ala superior)

## Aeronaves relacionadas

### Aeronaves similares
- SPAD S.XIII
- Royal Aircraft Factory S.E.5
- Sopwith Dolphin
- Martinsyde Buzzard

### Secuencias de designación
- Secuencia E.F.B./F.B._ (interna de Vickers): ← F.B.11 - F.B.12 - F.B.14 - F.B.16 - F.B.19 - F.B.23 - F.B.24 →